# Нанометър
Нанометърът (означава се nm) е единица за дължина, производна на единицата метър. Един нанометър е равен на една милиардна част от метъра (1 nm = 10-9 m) или на една хилядна част от микрометъра. Използва се за измерване на разстояния в нанотехнологиите. Известен е и като милимикрон (означаван с mµ), но това наименование е остаряло – използвано е официално до 1967 г., когато Генералната конференция по мерки и теглилки (Conférence Générale des Poids et Mesures, CGPM) забранява понятията микрон и милимикрон да се използват съвместно с единиците от SI.

## Примери за обекти с размери от 1 до 10 нанометра
- 1 nm = 10 ангстрьома
- 1 nm е приблизително дължината на молекулата на захарозата, изчислена от Алберт Айнщайн
- 1,1 nm е диаметърът на едностенна въглеродна нанотръба
- 2 nm е диаметърът на спиралата на ДНК
- 3 nm е разстоянието, на което „лети“ главата над хард диска
- транзисторите в чиповете на процесорите и видеокартите се измерват в nm; например процесорите на AMD Ryzen 2 gen са построени по технология 12 nm.
- в нанометри се измерват размерите на кристалните решетки на веществата и техните аномалии (дислокациите)

## Примери за обекти с размери от няколкостотин нанометра
- Дължини на вълните на ултравиолетовите лъчи (от 10 до 400 nm)
- Дължини на вълните на видимия спектър (400 до 700 nm)